# هیروشی نینومیا
هیروشی نینومیا (به انگلیسی: Hiroshi Ninomiya) بازیکن فوتبال اهل ژاپن و عضو تیم ملی فوتبال ژاپن است که در تاریخ ۲۵ دسامبر ۱۹۵۸ میلادی اولین بازی ملی‌اش را انجام داد. او در ۱۲ بازی ملی حضور داشت و آخرین بازی ملی خود را در تاریخ ۲۸ مه ۱۹۶۱ میلادی انجام داد. هیروشی نینومیا در بازی‌های ملی‌اش
۹ گل به ثمر رساند.